# Espace urbain Poitiers-Châtellerault
Pour les articles homonymes, voir Châtellerault (homonymie).
L’espace urbain Poitiers-Châtellerault est un espace urbain français centré autour des aires urbaines de Poitiers  et Châtellerault. Il s'agit du 21e espace urbain de la France, regroupant 306 823 habitants sur 2 741,30 km2.

## Caractéristiques
En 1999, l'espace urbain Poitiers-Châtellerault regroupait 125 communes essentiellement du département de la Vienne mais aussi de quelques communes d'Indre-et-Loire.
Il s'agit d'un espace urbanisé dont la densité de population était de 105 hab/km² en 1999.

## Pour approfondir